# Giovanni Ribisi
Antonino Giovanni Ribisi (ur. 17 grudnia 1974 w Los Angeles) – amerykański aktor.

## Życiorys
Jako aktor zadebiutował mając trzynaście lat, zagrał wtedy w telewizyjnym serialu My Two Dads z 1987, za który nominowano go do Nagrody Młodych Artystów. Steven Spielberg zauważył młodego aktora, jego występy w filmach SubUrbia i The Postman (1997) zrobiły na nim duże wrażenie, i w 1998 r. obsadził go w filmie Szeregowiec Ryan. W 1999 r. Ribisi zdobył amerykańską nagrodę ShoWest Convention − uznano go za dobrze rokujący talent. Telewizyjna publiczność zna go jako brata Phoebe, Franka Jr., z komediowego serialu Przyjaciele. Wcześniej w swej karierze regularnie występował w nadmienionym serialu My Two Dads oraz przebojowych Cudownych latach. Pojawił się też w Z Archiwum X, Nowojorscy gliniarze i Szpital Dobrej Nadziei.
Był żonaty z Mariah O’Brien (18 marca 1997 − 3 listopada 2001, rozwód), ma córkę Lucię (ur. 1997). Ma również siostrę-bliźniaczkę, Marissę.
Należy do Kościoła Scjentologicznego. Jest aktywnym scjentologiem, był obecny podczas otwarcia kontrowersyjnego muzeum „Psychiatry: An Industry to Death” (dosł. „Psychiatria: Przemysł do śmierci”) w grudniu 2005 roku.

## Filmografia
- 1984–1989: Autostrada do nieba (Highway to Heaven) jako Curtis Johnson (gościnnie)
- 1985–1989: The Twilight Zone jako Teddy (1985) (gościnnie)
- 1987–1990: My Two Dads jako Cory Kupkus (1987–1990)
- 1987–1997: Świat według Bundych (Married... with Children) jako Teddy (gościnnie)
- 1988: Akt wiary (Promised a Miracle) jako Wesley
- 1988–1993: Cudowne lata (The Wonder Years) jako Jeff Billings (1992–1993)
- 1990: Blossom jako Mitchell
- 1991: Davis Rules jako Skinner Buckley
- 1991–1995: The Commish jako Joey Burke (gościnnie)
- 1993: Family Album jako Elvis DeMattis (1993)
- 1993–2002: Z Archiwum X (The X Files) jako Darren Peter Oswald (gościnnie)
- 1993–2005: Nowojorscy gliniarze (NYPD Blue) jako Bruce Mackie (gościnnie)
- 1993: Prawdziwe przygody mamy morderczyni (The Positively True Adventures of the Alleged Texas Cheerleader-Murdering Mom) jako Pete Reyes
- 1993: Strażnik Teksasu jako nastolatek Tony. odc. 11-12 (gościnnie)
- 1994–2004: Przyjaciele (Friends) jako Frank Buffay Jr. (gościnnie)
- 1994−2000: Szpital Dobrej Nadziei (Chicago Hope) jako Michael Weber (1995) (gościnnie)
- 1994–1998: Ellen jako Kasjer (gościnnie)
- 1995: Rozpruwacz umysłów (The Outpost) jako Scott
- 1996: Szaleństwa młodości (That Thing You Do!) jako Chad
- 1996: Grób (The Grave) jako Wex
- 1996: Na przedmieściach (SubUrbia) jako Jeffrey 'Jeff'
- 1997: First Love, Last Rites jako Joey
- 1997: Zagubiona autostrada (Lost Highway) jako Steve 'V'
- 1997−2000: The Hunger jako Eddie Foden (1999) (gościnnie)
- 1997: Wysłannik Przyszłości (The Postman) jako Bandit 20
- 1998: Szeregowiec Ryan (Saving Private Ryan) jako Medic Wade
- 1998: W pułapce (Alptraum im Airport) jako Student
- 1998: Jakaś dziewczyna (Some Girl) jako Jason
- 1998: Szkocka i mleko (Scotch and Milk) jako Marty
- 1998: Phoenix jako Joey Schneider
- 1999: Ekipa wyrzutków (The Mod Squad) jako Pete Cochrane
- 1999: Wściekłość (All the Rage) jako Sidney Lee
- 1999: Gorsza siostra (The Other Sister) jako Daniel McMahon
- 1999: Przekleństwa niewinności (The Virgin Suicides) jako narrator (głos)
- 2000: 60 sekund (Gone in Sixty Seconds) jako Kip Raines
- 2000: Dotyk przeznaczenia (The Gift) jako Buudy Cole
- 2000: Ryzyko (Boiler Room) jako Seth Davis
- 2001: Zdaniem Spencera (According to Spencer) jako Louis
- 2001: Strzał w serce (Shot in the Heart) jako Mikal Gilmore
- 2002: Niebo (Heaven) jako Filippo
- 2003: Sekcja 8. (Basic) jako Kendall
- 2003: I Love Your Work jako Gray Evans
- 2003: Między słowami (Lost in Translation) jako mąż Charlotte
- 2003: Jeźdźcy Apokalipsy (Masked and Anonymous) jako żołnierz
- 2003: Wzgórze nadziei (Cold Mountain) jako Junior
- 2004: Brat ukochanego (Love’s Brother) jako Angelo
- 2004: Sky Kapitan i świat jutra (Sky Captain and the World of Tomorrow) jako Dex Dearborn
- 2004: Lot Feniksa (Flight of the Phoenix) jako Elliott
- 2005: Lightfield's Home Videos
- 2005: Na imię mi Earl (My Name Is Earl) jako Ralph (gościnnie)
- 2005: Ciało za milion (The Big White) jako Ted
- 2006: Psi kłopot (The Dog Problem)  jako Solo Harrington
- 2006: Za cenę życia (10th & Wolf) jako Joey
- 2006: Siedem żyć (The Dead Girl) jako Rudy
- 2007: Ktoś całkiem obcy (Perfect Stranger) jako Miles Haley
- 2008: Teresa Raquin (Therese Raquin) jako Camille
- 2009: Wrogowie publiczni (Public Enemies) jako Alvin Karpis
- 2009: Avatar jako Parker Selfridge
- 2011: Dziennik zakrapiany rumem (The Rum Diary) jako Moburg
- 2012: Ted jako Donny
- 2014: Milion sposobów, jak zginąć na Zachodzie (A Million Ways to Die in the West) jako Edward
- 2015: Ted 2 jako Donny
- 2015: Papa: Hemingway in Cuba jako Ed Myers
- 2016: Outsiderka (The Bad Batch) jako Bobby
- 2018: Milion małych kawałków (A Million Little Pieces) jako John
- 2022: Avatar: Istota wody (Avatar: The Way of Water) jako Parker Selfridge (cameo)
- 2023: Strange Darling jako Art Pallone (głos)